# Czornuchy
Czornuchy (ukr. Чорнухи) – osiedle typu miejskiego na Ukrainie, w obwodzie połtawskim, siedziba administracyjna rejonu czornuchynskiego i rady osiedlowej.

## Historia
W Czornuchach urodził się Hryhorij Skoworoda (1722-1797) – ukraiński poeta, filozof i kompozytor. W miejscowości znajduje się poświęcone mu muzeum.
Miejscowość otrzymała status osiedla typu miejskiego w 1971 roku.
W 1989 liczyła 3510 mieszkańców.
W 2001 roku liczyło ok. 3,1 tys. mieszkańców.
W 2013 liczyła 2610 mieszkańców.